# La Machine à tuer les méchants
Pour plus de détails, voir Fiche technique et Distribution.
La Machine à tuer les méchants (titre original La macchina ammazzacattivi) est un film italien réalisé par Roberto Rossellini, sorti en 1952.

## Synopsis
Dans une petite ville de la Côte amalfitaine, le photographe Celestino rencontre un personnage qui se fait passer pour un Saint et qui dote son appareil photo d'un pouvoir magique, celui de tuer. Celestino l'utilise pour faire disparaître les villageois qui se montrent méchants, hypocrites, viles. Finalement, il rend compte de l'arbitraire dangereux de ses actions et revient à la Raison, s'apercevant par ailleurs que le saint était en réalité un diable.

## Fiche technique
- Titre : La Machine à tuer les méchants
- Titre original : La macchina ammazzacattivi
- Réalisation : Roberto Rossellini
- Scénario : Sergio Amidei, Giancarlo Vigorelli (it), Franco Brusati, Liana Ferri, Roberto Rossellini, Eduardo Marotta et Giuseppe Marotta
- Production : Salvo D'Angelo
- Musique : Renzo Rossellini
- Format : Noir et blanc  et Couleur (Technicolor) — 35 mm — 1,66:1 — Son : Mono
- Genre : Comédie, Film de fantasy
- Durée : 80 minutes
- Date de sortie : 1952

## Distribution
- Gennaro Pisano : Celestino
- Marilyn Buferd : Touriste américaine
- William Tubbs : Touriste américain
- Helen Tubbs : Touriste américaine
- Giovanni Amato : le maire
- Clara Bindi : Giulietta Del Bello
- Aldo Giuffré

## Analyse
Le film est clairement une fable morale inspirée de la Commedia dell'Arte, et pourtant Rossellini s'inscrit toujours dans sa démarche réaliste. Enrique Seknadje écrit à ce propos : "Est assez surprenante et heureuse la manière dont l’artifice – revendiqué et constitué – est lié au naturel et à la réalité que la caméra cherche à capter, et réussit à saisir parfois comme sur le vif. Dans l’organisation de la mise en scène, dans le filmage, on sent la touche néo-réaliste rossellinienne, celle d’un Paisà (1945), d’un Stromboli (1949)… Des décors réels, des événements filmés dans des conditions qui sont quasiment celles de la réalisation d’un documentaire, des personnages incarnés par des acteurs non professionnels…" 